# پل کاراپتیان
پل کاراپتیان (ارمنی: Փոլ Գարաբեդյան؛ ۲ اوت ۱۹۲۷ – ۱۳ مهٔ ۲۰۱۰) ریاضی‌دان، و استاد دانشگاه ارمنی‌تبار اهل ایالات متحده آمریکا بود. وی همچنین برندهٔ جوایزی همچون کمک‌هزینه گوگنهایم شده‌است.

## زندگی
او در سینسناتی در ایالت اهایو به دنیا آمد و لیسانس خود را از دانشگاه براون گرفت. او مدرک فوق لیسانس خود را از دانشگاه دانشگاه هاروارد در رشته ریاضی گرفت. استاد راهنمایی او در دانشگاه هاروارد برای مدرک دکتری لارس آلفورس بود. او تدریس خود را ابتدا در دانشگاه کالیفرنیا آغاز کرد و سپس به دانشگاه استنفورد رفت. وی عضو آکادمی ملی علوم بود.